# Karel Pleskač
Karel Josef Pleskač (24. srpna 1858 Náchod – 3. listopadu 1937 tamtéž) byl český učitel a spisovatel.
Jeho novela Život na Měsíci z roku 1881 představovala první českou reakci na vlnu zájmu o Měsíc a jeho možné obyvatele, vyvolanou francouzskými spisovateli Flammarionem a Vernem. Jde o jednu ze zakladatelských próz domácí sci‑fi (společně s Čechovým vyprávěním o Výletě pana Broučka (1886, přeprac. 1887) a novelou F. J. Studničky Luňan Hvězdomír Blankytný (1892).
Cenné jsou také jeho články a studie z oboru literární historie zabývající se ratibořickým obdobím života Boženy Němcové.